# Rewa (Schiff)
Die Rewa war ein 1906 in Dienst gestelltes Dampfschiff der britischen Reederei British India Steam Navigation Company, welches zunächst als kombiniertes Passagier- und Frachtschiff eingesetzt wurde und im Ersten Weltkrieg als HMHS Rewa (His Majesty’s Hospital Ship) als Hospitalschiff diente. Die Rewa wurde 1918 wenige Monate vor Kriegsende im Bristolkanal von einem deutschen U-Boot versenkt, wobei vier Menschen starben.

## Das Schiff
Das 7.308 BRT große Dampfschiff Rewa wurde bei der Schiffswerft William Denny and Brothers in der schottischen Stadt Dumbarton gebaut und lief am 14. Februar 1906 vom Stapel. Am 7. Juni 1906 wurde das Schiff fertiggestellt. Die Rewa war 139 Meter lang, 17,1 Meter breit und hatte einen maximalen Tiefgang von 9,1 Metern. Sie wurde von drei Parsons-Turbinen angetrieben, die 9.344 SHP (6.968 kW) leisteten und eine Geschwindigkeit von 18 Knoten (33,3 km/h) ermöglichten. Das Schiff verfügte über sechs Dampfkessel. In den Passagierunterkünften konnten 100 Reisende in der Ersten und 65 in der Zweiten Klasse aufgenommen werden. Die Besatzung bestand aus 175 Personen.
Ihr Schwesterschiff war die am 6. September 1906 bei Harland & Wolff vom Stapel gelaufene Rohilla (7.114 BRT). Beide Schiffe waren in Glasgow registriert und als Passagierschiffe konzipiert. 1908 wurden beide aus dem Passagierverkehr gezogen und in Truppentransporter umgewandelt. Die Rewa wurde Truppentransporter Nr. 5, die Rohilla die Nr. 6. Mit Ausbruch des Ersten Weltkriegs wurden beide Dampfer von der Royal Navy angefordert und in Hospitalschiffe umgerüstet.

## Versenkung und Folgen
Am Freitag, dem 4. Januar 1918 kehrte die Rewa mit 279 Patienten unter dem Kommando von Kapitän John Edward Drake von Moudros über Malta und Gibraltar nach Avonmouth zurück. In Gibraltar gingen neutrale spanische Inspektoren an Bord, um zu bestätigen, dass die Rewa keine militärische Funktion ausübte. Um 11.15 Uhr am 4. Januar wurde die Rewa 19 Meilen vor Hartland Point an der Küste der Grafschaft Devon von einem Torpedo des deutschen U-Boots U 55 (Kapitänleutnant Wilhelm Werner) getroffen. Sie sank innerhalb von etwa zwei Stunden, sodass genug Zeit blieb, sämtliche Patienten von Bord zu bringen. Durch die Explosion des Torpedos wurden jedoch vier Maschinisten getötet.

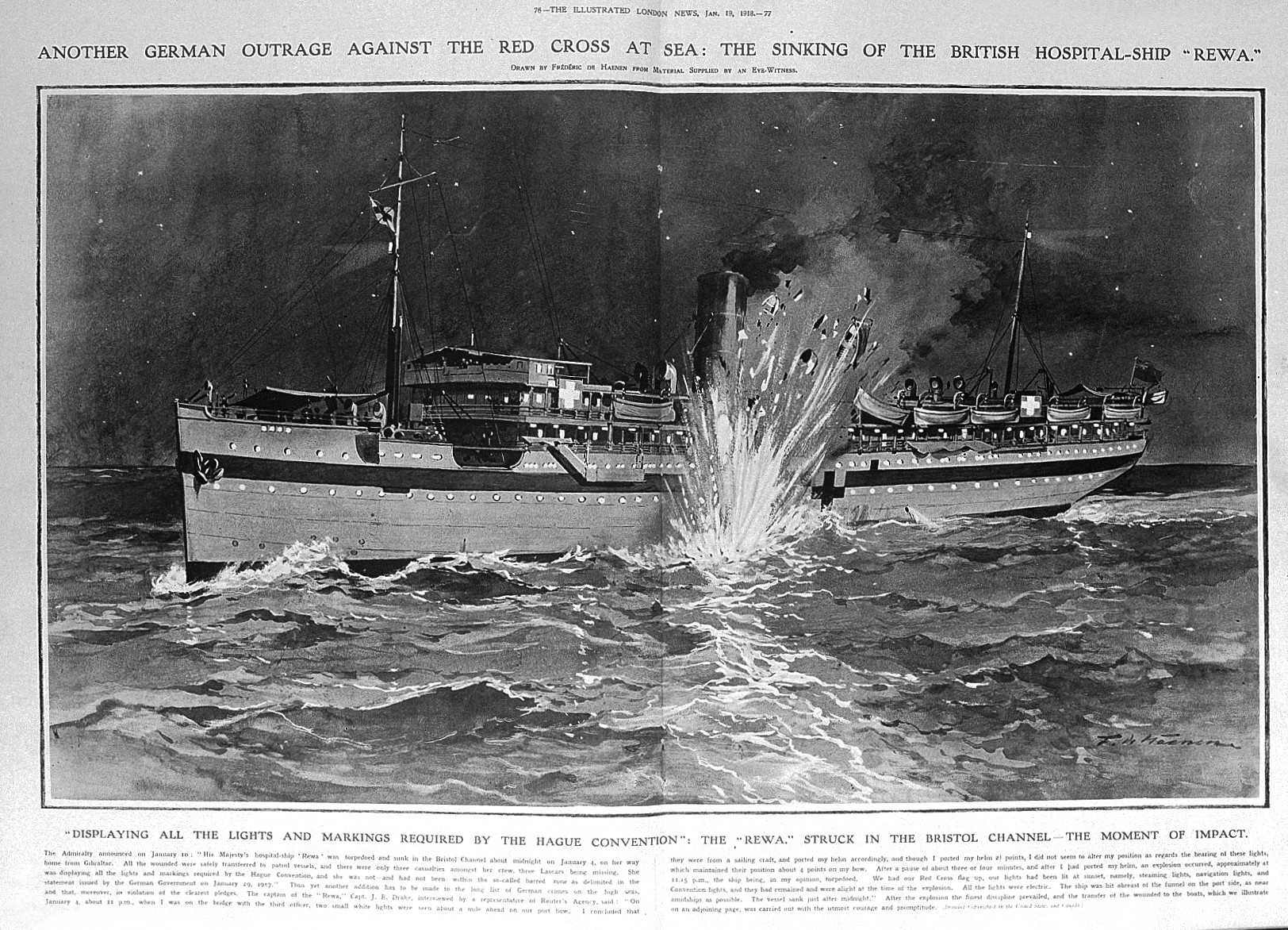
Darstellung der Versenkung in der Illustrated London News.

Die Versenkung des unbewaffneten Hospitalschiffs sorgte in Großbritannien für große Aufregung. Die Kaiserliche Marine bestritt, dass ein deutsches U-Boot die Rewa versenkt hatte und schob die Schuld auf eine britische Seemine. Obwohl im Sinne des totalen Seekriegs die Anordnung an die deutsche U-Boot-Flotte ergangen war, ohne Rücksicht jedes Schiff zu versenken, schien Kapitänleutnant Werner die Konsequenzen des Angriffs auf die Rewa zu fürchten. Er notierte in seinem Kriegstagebuch, einen unbekannten Frachter und nicht ein als Hospitalschiff erkennbares Schiff versenkt zu haben. Die Alliierten strengten nach Kriegsende die Anklage Werners wegen Kriegsverbrechen an, doch er wanderte 1919 nach Brasilien aus und entging einer Verurteilung.
Das Wrack der Rewa wurde im September 2003 33 Meilen vor Newquay von Tauchern entdeckt. Es liegt in 61 Metern Tiefe auf der Position 50° 55′ N, 4° 49′ W aufrecht auf dem Meeresgrund. Bereits im Zweiten Weltkrieg wurde es von den Briten per Sonar geortet. Es wurde jedoch für ein getauchtes deutsches U-Boot gehalten und mit Wasserbomben bombardiert. Dies führte zu großen Schäden am Wrack.